# Ophelimus listzi
Ophelimus listzi är en stekelart som först beskrevs av Girault 1934.  Ophelimus listzi ingår i släktet Ophelimus och familjen finglanssteklar. Inga underarter finns listade i Catalogue of Life.